# Protade
 (octobre 2011).
Si vous disposez d'ouvrages ou d'articles de référence ou si vous connaissez des sites web de qualité traitant du thème abordé ici, merci de compléter l'article en donnant les références utiles à sa vérifiabilité et en les liant à la section « Notes et références ».
Protade ou Protadius, mort en 605, est un aristocrate du royaume de Bourgogne, maire du palais de 603 à 605.

## Éléments biographiques
Protade est le favori[réf. nécessaire] de la reine Brunehilde (Brunehaut), régente des royaumes d'Austrasie et de Bourgogne pour le compte de ses petits-fils Thibert II et Thierry II.
Brunehilde, en lutte avec les leudes austrasiens, doit quitter Metz, capitale de l'Austrasie, après le meurtre du duc Wintrio en 598. Chassée d'Austrasie par Thibert, elle se réfugie chez Thierry en Bourgogne.
En 603, elle donne la charge de maire du palais à Protade. Gardant rancœur à Thibert de l'avoir abandonnée dans son combat contre les leudes, elle pousse Thierry à marcher contre son frère.
Parvenus en Austrasie, les leudes de Bourgogne, au moment d'engager le combat, assaillent Protade dans la tente royale, le mettent à mort et forcent les deux rois à se réconcilier (605).
Brunehilde fit ensuite périr[réf. nécessaire] les meurtriers de son favori.